# Unidad industrial (Cerro Colorado)
La Unidad Industrial es un complejo industrial de tipo mineralúrgico situado en el municipio español de Minas de Riotinto, en la provincia de Huelva, dentro de la cuenca minera de Riotinto-Nerva. La planta estuvo en servicio durante una primera etapa, entre 1971 y 2001, siendo reactivada en 2015.

## Historia
Hacia finales de la década de 1960 se pusieron en marcha las labores de extracción del yacimiento de Cerro Colorado, con el objetivo de explotar las importantes reservas de gossan. Entre el poblado de La Dehesa y el Cerro Colorado se levantó una importante planta industrial, cuyas obras se iniciaron en 1967. Este complejo industrial, dedicado al procesamiento de mineral para la obtención de oro y plata, inició sus operaciones en 1971. Las instalaciones contaban con maquinaria para la trituración de minerales, cintas transportadoras, depósitos de concentrado, circuito de contracorriente y decantación, etc. También se llegó a procesar cobre mediante la adición de productos químicos, concretamente xantato. El concentrado de cobre que se obtenía en la Unidad Industrial era transportado por carretera a través de camiones a la Fundición de Cobre en el polo químico de Huelva.
Los residuos procedentes del tratamiento mineral eran derivados a las represas de gossan y de cobre, situados al norte de la planta. El complejo industrial se mantuvo activo hasta septiembre de 2001, fecha en que la cuenca minera de Riotinto quedó inactiva. La planta quedó entonces abandonada y sin servicio. Después de la empresa Emed Tartessus se hiciera con los derechos de explotación de las minas, entre 2014 y 2015 la unidad industrial fue sometida a una rehabilitación. Tras la reactivación del yacimiento de Cerro Colorado, en la actualidad la planta vuelve a encontrarse en estado operativo.